# Tiranicidi
El tiranicidi és la mort o l'assassinat d'un tirà o un governant injust, normalment pel bé comú. També és considerada com una teoria política al llarg de la història de la humanitat.

## Teoria política

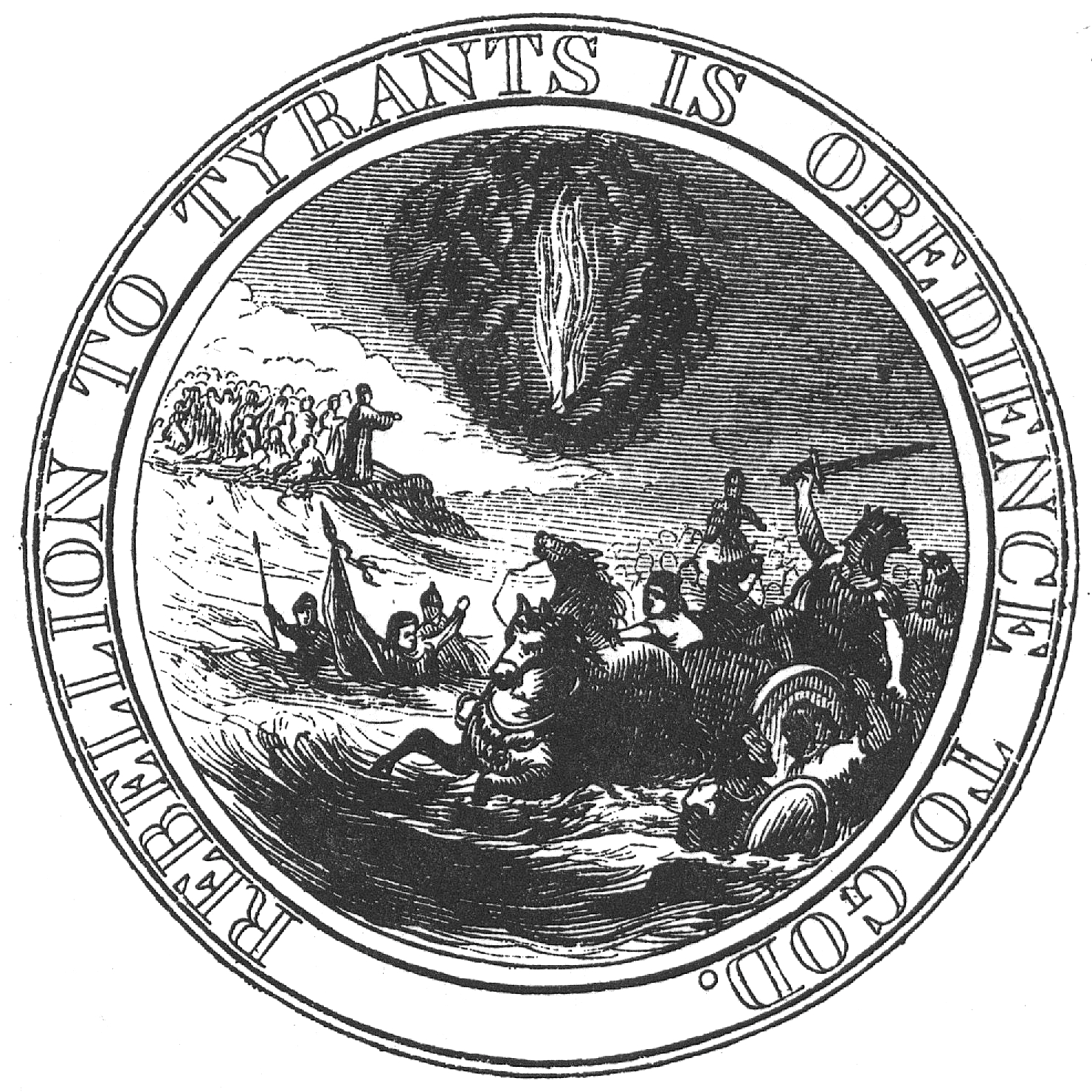
Suggeriment de Benjamin Franklin per al Gran Segell dels Estats Units, que incloïa la frase La rebel·lió als tirans és l'obediència a Déu.

El tiranicidi també pot ser una teoria política, i com a tal es remunta a l'antiguitat. El suport al tiranicidi es pot trobar a les Vides de Plutarc, a De Officiis de Ciceró, i a Hercules Furens de Sèneca. Plató descriu un tirà violent com l'oposat a un rei bo i veritable a El Polític, i mentre que a la Política, Aristòtil el veu com l'oposició a totes les altres formes beneficioses de govern, també descriu el tiranicidi principalment com un acte d'aquells que volen beneficiar-se personalment de la mort del tirà, mentre que aquells que actuen sense ànim d'obtenir beneficis personals i només per fer-se un nom són rars.
Diversos filòsofs i teòlegs cristians també han escrit sobre el tiranicidi. En el comentari de Tomàs d'Aquino sobre les Sentències de Pere Llombard, Aquino fa una defensa no només de desobediència a una autoritat injusta, utilitzant com a exemple els màrtirs cristians durant l'Imperi Romà, sinó també del que "allibera al seu país matant un tirà." Els monarcòmacs van desenvolupar una teoria del tiranicidi, i Juan de Mariana va descriure els seus punts de vista en la seva obra Rege et institutione regis de 1598, en la qual va escriure: "Tant els filòsofs com els teòlegs estan d'acord que el príncep que s'apodera de l'estat amb força i les armes, i sense cap dret legal, aprovació pública o ciutadana, pot ser mort per qualsevol persona i privat de la vida..."
La casuística jesuítica va desenvolupar una teoria similar, criticada per Blaise Pascal a les Cartes provincials. Prèviament, el filòsof escolàstic Joan de Salisbury també legitimà el tiranicidi, en condicions específiques, en el Policraticus vers l'any 1159. La seva teoria es deriva de la seva idea de l'Estat com un organisme polític en el qual tots els membres cooperen activament en la realització de la utilitat comuna i la justícia. Va sostenir que quan el governant d'aquest cos polític es comporta tirànicament, incomplint així les seves responsabilitats característiques, els altres membres i òrgans estan obligats, pel seu deure al benestar públic i per Déu, a corregir i, en última instància, a matar el tirà.
L'any 1408, el teòleg Jean Petit utilitzà exemples bíblics per justificar el tiranicidi després de l'assassinat de Lluís I d'Orleans pel patró de Petit, Joan I de Borgonya. La tesi de Petit va ser àmpliament discutida i finalment condemnat per l'Església. Un Shone Treatise of Politike Power, escrit per John Ponet el 1556, argumentava que les persones són guardians de la llei natural i divina, i que si els governadors i reis en violen la seva confiança, llavors perdran el seu poder, ja sigui renunciant voluntàriament a les seves posicions o havent de ser retirats a la força. The Tenure of Kings and Magistrates de John Milton l'any 1649 també descriu la història del tiranicidi i la seva defensa quan aquest sigui apropiat.